# Knapton
Knapton is een civil parish in het bestuurlijke gebied North Norfolk, in het Engelse graafschap Norfolk met 364 inwoners.